# Nicolaus von Ahlefeldt
Nicolaus von Ahlefeldt (* 1480 auf Seegaard) war Erbherr auf Seegaard und war Stammvater der Linien der Ahlefeldts auf Haseldorf und Gelting.
Nicolaus von Ahlefeldt, Erbherr auf Seegaart, war der Sohn von Benedikt von Ahlefeldt auf Seegaart (* 1428) und Catharina von Dosenrade und wurde im Jahr 1480 geboren. Seine Ehefrau war Itha, geborene von Breiden. Durch seine Söhne Benedikt und Hans war er Stammvater der Linien Haseldorf und Gelting. Die Haseldorfer Linie, die in mehreren Zweigen aufblühte, war die verbreitetste und bedeutendste des Adelsgeschlecht von Ahlefeld und war im Besitz von 62 Gütern. Zu den Besitzungen gehörten unter anderen auch Herrenhäuser, Kirchen und Schlösser. Die Herrenhäuser, Güter und Schlösser: Bramstedter Schloss, Bülk, Dollrott, Ehlerstorf, Freienwillen, Grünholz, Güldenstein, Herrenhaus Carlsburg, Kaden, Schloss Noer, Seestermühe gehören noch heute zu dem bedeutendsten Bauten in Norddeutschland.